# 马祖光
马祖光（1928年4月11日—2003年7月15日），中国光电子技术专家。

## 生平
1928年生于北京。1950年毕业于山东大学物理系，1953年哈尔滨工业大学物理系研究生毕业。哈尔滨工业大学教授。长期从事激光介质光谱、新型可调谐激光和非线性光学及应用研究。2001年当选为中国科学院院士。